# William Schönland
William Schönland (* 23. Dezember 1915 in Berlin; † 27. Juli 2011 in Amstelveen, Niederlande) war ein deutsch-niederländischer Filmkaufmann und Filmschaffender.

## Leben und Wirken
Schönland stieß im Jahre 1932 über den Regisseur Carl Wilhelm zur Filmbranche. Er begann seine berufliche Laufbahn als Tonassistent. 1936 nahm er, obwohl Jude, als Jiu-Jitsu-Kämpfer an den Olympischen Spielen in seiner Heimatstadt teil. Ehe er verhaftet werden konnte, tauchte Schönland mit gefälschten UFA-Papieren unter und floh in die Niederlande. Hier ermöglichte er weiteren verfolgten Juden mit eigens gefälschten Ausweispapieren die Flucht aus Hitler-Deutschland. Beim niederländischen Film trat Schönland als Mitarbeiter Kurt Gerrons in Erscheinung.
Während des Zweiten Weltkriegs betätigte sich William Schönland im Untergrund, schloss sich aber seiner jüdischen Ehefrau an, als diese im niederländischen NS-Durchgangslager Westerbork interniert wurde. 1942 gelang den Schönlands mit erneut gefälschten Papieren die Flucht aus Westerbork. Schönland blieb nach der Befreiung 1945 in den Niederlanden, wo er die dortige Staatsbürgerschaft annahm und dem niederländischen Geheimdienst bei der Jagd auf NS-Verbrecher half. Außerdem wirkte Schönland als Produktionschef der Hadeko-Film. Für Aufklärungsreisen über die NS-Barbarei in Europa kehrte William Schönland bis ins frühe 21. Jahrhundert immer mal wieder nach Deutschland zurück.